# سومباوانغا
سومباوانغا (بالإنجليزية: Sumbawanga)‏ هي مدينة تتبع إقليم روكوا ‏ . وهي عاصمة إقليم روكوا ‏ . بلغ عدد سكانها 147483 نسمة